# Центральный музей истории гидроэнергетики России
Центральный музей истории гидроэнергетики России — музей в городе Углич, экспозиция которого посвящена истории развития гидроэнергетики в России. Музей располагается в здании управления Угличской ГЭС. Открыт 22 декабря 2006 года.

## О музее
Под музей было переоборудовано двухэтажное здание 30-40 годов[прояснить], в нём ранее располагалось управление Волголага. Проект разработан, опираясь на российский и зарубежный опыт создания отраслевых и корпоративных музейных экспозиций, с учётом новейших тенденций в области музейного экспонирования. При оснащении музея использованы современные технологии, в частности, звуковые экспонаты, специальные компьютерные программы и управляемые макеты.

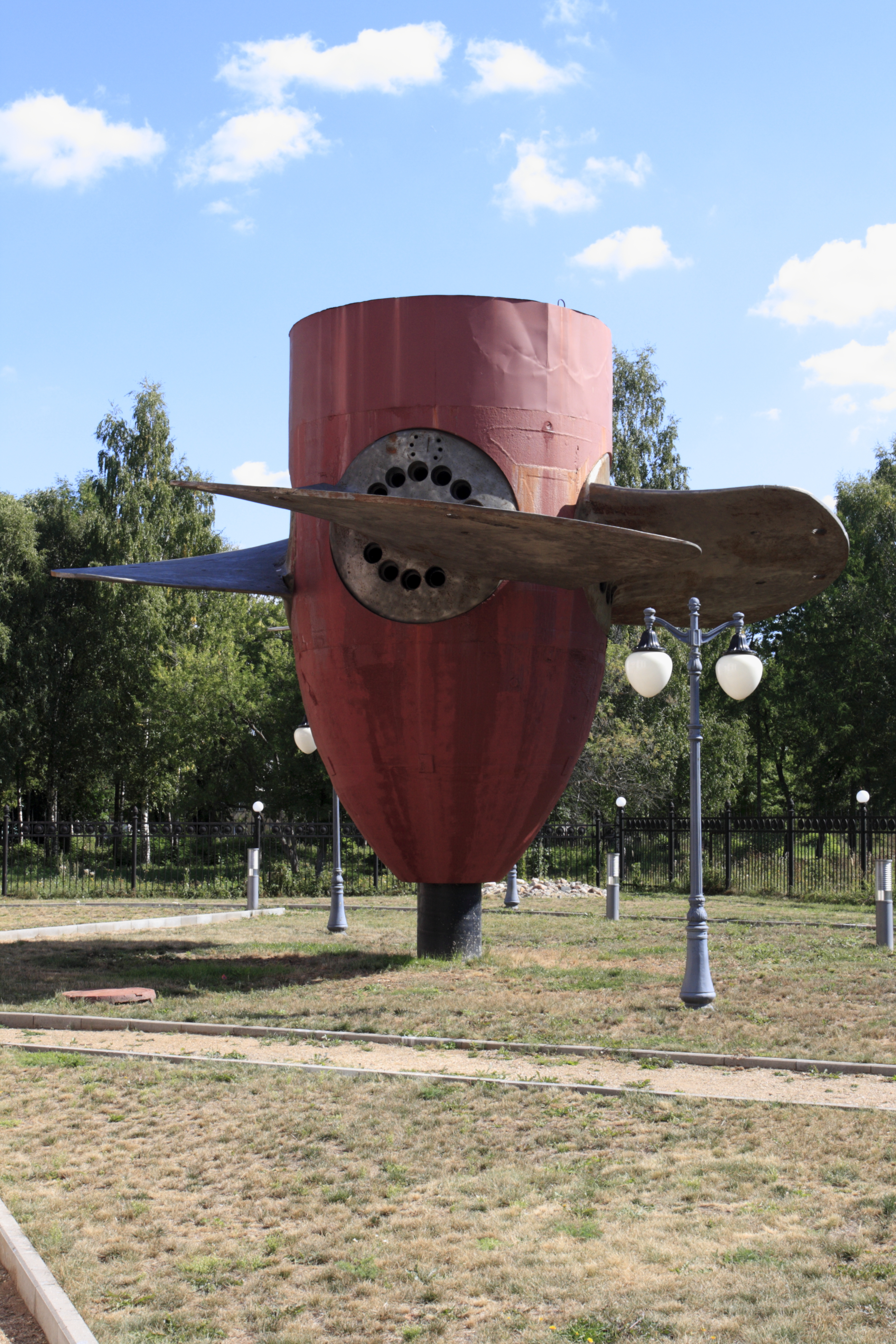
Поворотно-лопастная турбина гидроагрегата № 2 Угличской ГЭС в музее

В 11 залах представлена экспозиция, рассказывающая об истории развития гидроэнергетики в СССР и России, выдающихся людях профессии, выработке и передаче электроэнергии, строительстве и устройстве ГЭС, а также о гидроресурсах земли. Аналогов музея нет ни в одной стране мира, его уникальность подтвердили ведущие мировые специалисты-гидроэнергетики, члены международной комиссии по большим плотинам, которые посещали музей в 2007 году.
В 2011 году Информационный центр-Музей гидроэнергетики стал Дипломантом национальной туристской премии имени Ю.Сенкевича в номинации «Лучший региональный музей».

## Экспозиция музея
Визит в музей начинается с зала, который посвящён истории, современному состоянию и перспективам развития энергетики России в целом и гидроэнергетики в частности. Экспозиция зала охватывает огромную содержательную часть и является наиболее представительной. Этот зал является имидживым[неизвестный термин] и обобщает информацию, представленную в музее.
Зал памяти рассказывает о том, чьими силами построена Угличская и Рыбинская ГЭС. Здесь представлен макет советского лагеря, карта СССР с ИТЛ, паёк заключенных, их одежда. Из старого радио слышны воспоминания заключённых Волголага.
Экспозиция зала «Каскадное освоение» рассказывает о каскадном освоении и типах ГЭС.
В зале гидротехнических сооружений представлена информация о заводах-изготовителях оборудования — ЛМЗ, «Электросила» и других. Здесь макеты плотин, виды гидроэлектростанций, в стеклянных витринах хранятся всевозможные модели, в том числе действующие, например, подъемный кран Саратовской ГЭС, гидрогенератор в разрезе.
Информация в зале гидроэнергетики мира, разбита на части в соответствии с частями света и континентами. Можно ознакомиться с «самыми» мощными ГЭС, высокими плотинами, крупными водохранилищами, с крупнейшими компаниями в отрасли гидроэнергетики.
В холле второго этажа расположена зона отдыха, а также техническое оснащение для пользования программой «виртуальный музей». Она позволит побродить по залам любого из филиалов Информационного центра и, таким образом, получить представление обо всех интересующих объектах гидроэнергетики.
Потребители электроэнергии есть везде. Производится же она в сравнительно немногих местах, близких к источникам топливных и гидроресурсов. Поэтому возникает необходимость передачи электроэнергии на расстояния, достигающие иногда сотен километров. О том, как это происходит, можно узнать в зале — передача энергии и потребление.
Экспозиция зала «Значение гидроэнергетики» посвящена преимуществам возобновляемой энергетики. В сундучках скрыты клады — богатства экологически чистой энергии воды. Представлена справочно-информационная система, рассказывающая о водных ресурсах России, крупных водохранилищах и их значении, экологии.
В зале каскад Верхневолжских ГЭС дана характеристика технических решений при строительстве Угличской и Рыбинской ГЭС. Именно здесь, на Верхней Волге, была реализована идея создания больших водохранилищ. Принципы, положенные в основу строительства каскада, стали классическими и применялись при сооружении не только всех гидроузлов «Большой Волги», но и на других равнинных реках.
Масштабность оборудования гидроэлектростанции представляет экспозиция под открытым небом.
На базе информационного центра проводятся интерактивные программы для школьников различных возрастных групп.

## Филиалы музея
- Филиалы музея открыты при следующих ГЭС:
  - Волжской
  - Воткинской
  - Жигулёвской, открыт в 2005 году
  - Камской
  - Нижегородской, открыт 21 марта 2008 года[1]
  - Саратовской
  - Чебоксарской
- В офисе аппарата управления Дагестанского филиала, г. Каспийск, открыт в конце декабря 2010 года[2]

## Адрес
Россия, Ярославская область, Угличский район, город Углич, улица Спасская, дом 33.

Телефоны: +7- (485-32) 2-40-66; 2-45-29.

Часы работы: с 09:00 до 18.00

Индивидуальное посещение 11:00, 14:00, 16:00

Выходной день — понедельник.